# Willem van Weldammelaan
De Willem van Weldammelaan is een straat in de wijk Buitenveldert, Amsterdam-Zuid.

## Geschiedenis en ligging
De laan kreeg haar naam per raadsbesluit van 19 april 1961; een vernoeming naar Willem van Weldamme, baljuw van Amstelland en Waterland (1392-1395). De laan begint in het noorden aan de De Boelelaan, loopt zuidwaarts, kruist de Arent Janszoon Ernststraat, schampt het Gelderlandplein en loopt door tot en dood aan het Gijsbrecht van Aemstelpark (voetgangers en fietsers kunnen het park in).
In de straat liggen brug 820 en brug 831, twee creaties van Dirk Sterenberg.

## Gebouwen
De huisnummers lopen op van huisnummer 4 tot en met 131, al zit deze nummering vol omissies. De even reeks begint pas ten zuiden van de Arent Janszoon Ernststraat; er is wel eerdere bebouwing, maar die heeft huisnummers uit de straten die parallel lopen met de Willem van Weldammelaan. Het zijn huizen uit het midden van de jaren zestig. De laagbouwflat/portieketagewoningen 10-96 (een plint met bergingen en garages en drie woonlagen) werd in 1965 gebouwd naar een ontwerp van architect P. Christiaanse. Op de hoek met de A.J. Ernststraat staat een kerk (De Bovenzaal) uit 1968 van architectenduo Herman Reuser (1913-1995) en Baas, waarin later de Openbare Bibliotheek Amsterdam een vestiging opende. Het gebouw zag er vanwege de bouwstijl niet herkenbaar uit als kerk, maar de Pinkstergemeente liet er een kruis op plaatsen. Een afwijking in tijd en bouwstijl vormt het Crystal Court, uit 2006-2008, dat de Amsterdamse Nieuwbouwprijs won.

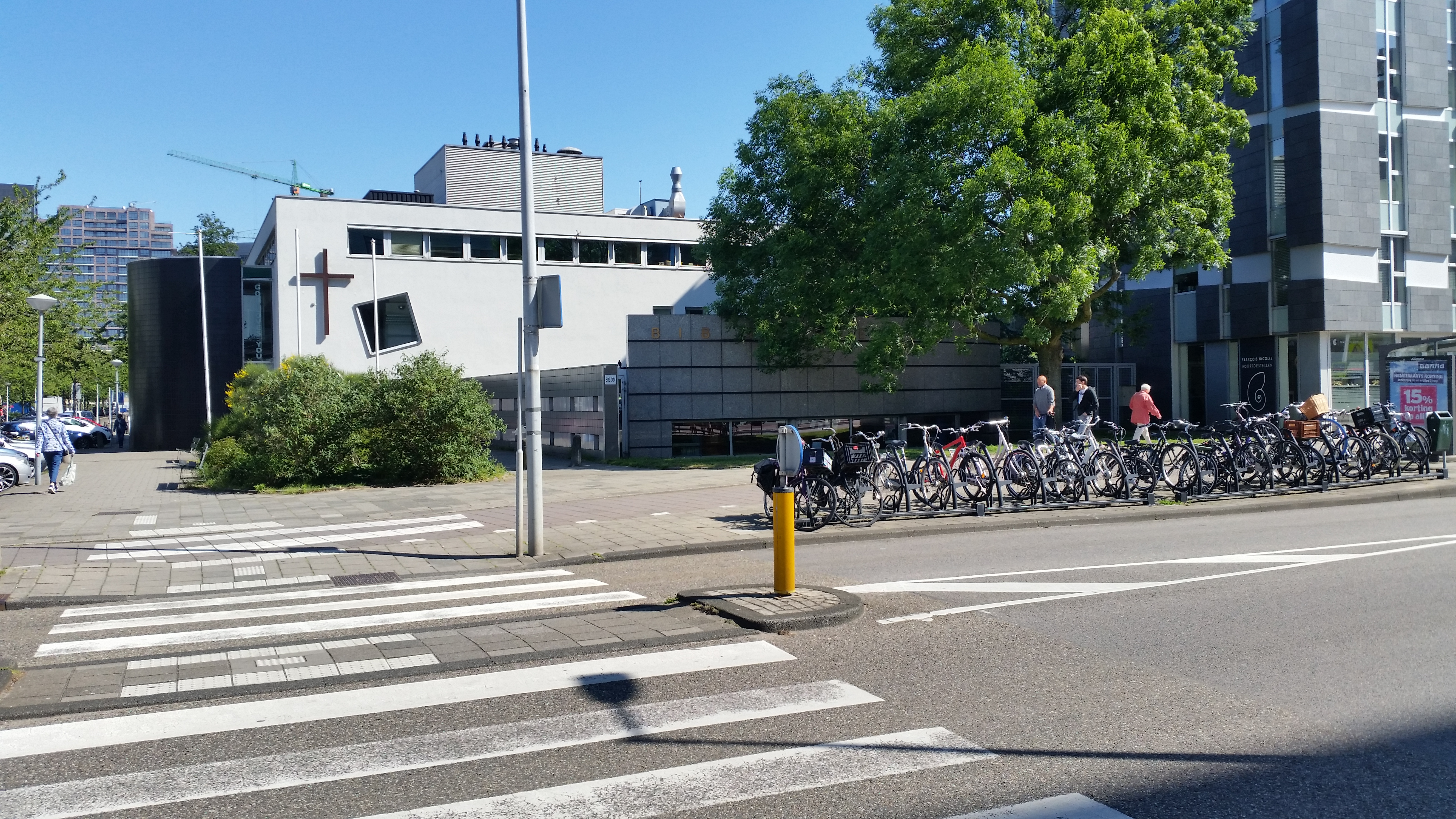
De Bovenzaal (mei 2019)

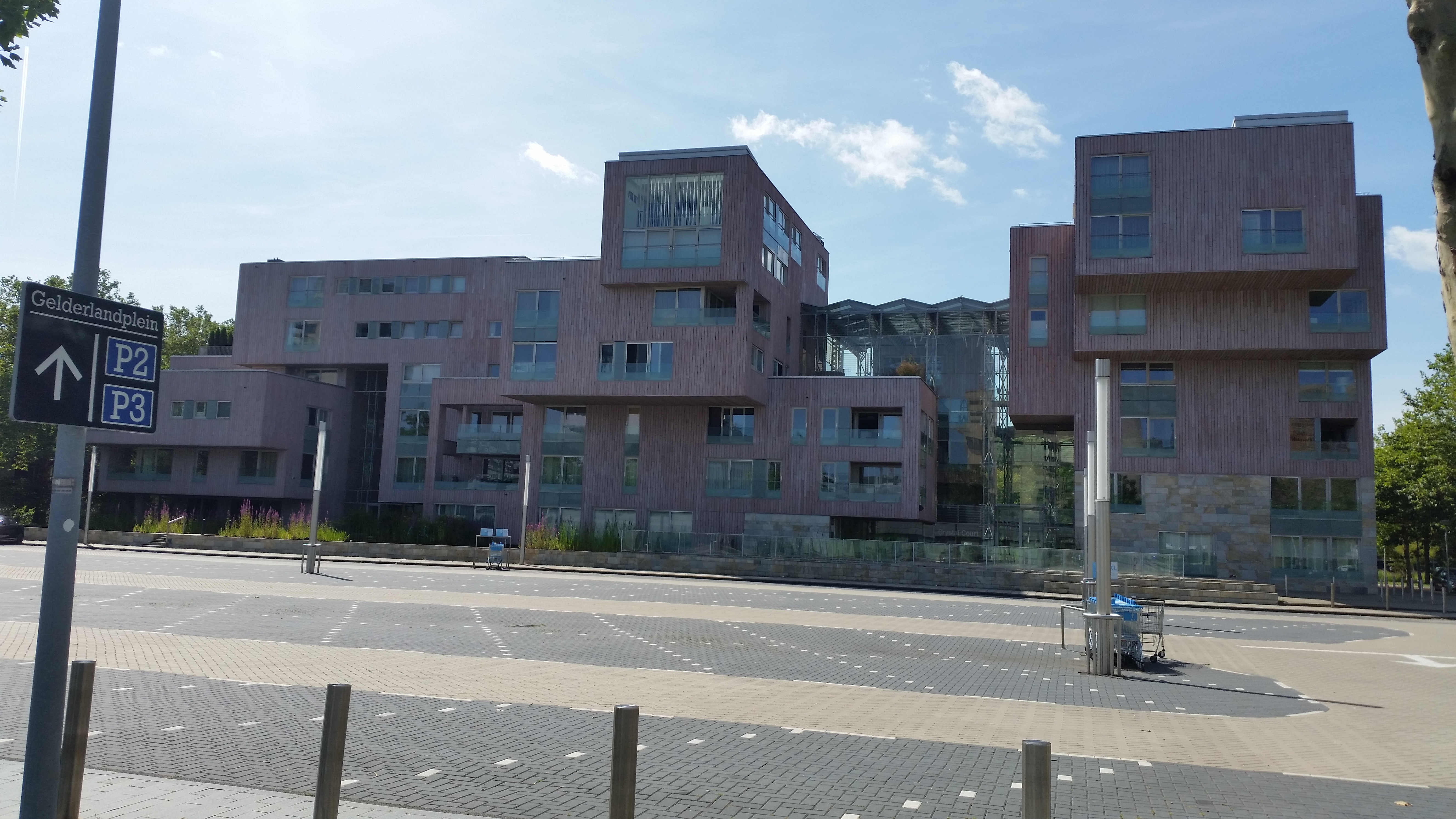
Crystal Court (juli 2019)